# Palacio Belloni Battagia
El palacio Belloni Battagia o palacio Belloni Battaglia es un edificio histórico italiano situado en el sestiere Santa Croce, junto al Gran Canal de Venecia, próximo a la iglesia de San Stae.

## Historia
El edificio fue construido por la familia Belloni, prósperos comerciantes piamonteses, a mediados del siglo XVII sobre los restos de una construcción anterior. Se trata de una obra presumiblemente encargada al arquitecto Baltasar Longhena, ya que no existe documentación que asegure la autoría del proyecto al arquitecto, pero el estilo de la construcción invita a pensar que podría tratarse de él.
Después de muchos avatares de orden económico, la construcción del palacio finalizó en 1663.
Los siguientes propietarios fueron la familia Battaglia o Battagia, foráneos pero pertenecientes a la aristocracia local. En 1804 el edificio fue adquirido por Antonio Capovilla, rico comerciante que lo restauró profundamente, modificando su anterior fisonomía. Actualmente, la primera planta alberga al ICE (oficina de comercio exterior).

## Descripción
El palacio Belloni Battagia consta de dos plantas y una entreplanta, con una fachada típicamente barroca que destaca por su rica decoración escultórica.
La planta baja tiene en el centro un gran portal con forma de arco de medio punto coronado por un tímpano. En la planta noble se desarrollan siete ventanas rectangulares con un amplio repertorio decorativo, que incluye lesenas, a modo de columnas falsas, dos grandes escudos y encima de cada ventana un frontón roto.
En la planta superior, una imposta sostiene visualmente las seis ventanas cuadradas del ático que está coronado por una cornisa dentada, bajo la cual se extiende un largo friso que contiene los símbolos de la familia Belloni.
En la parte superior hay dos pináculos simétricos con forma de obelisco, peculiaridad solo repetida en otros pocos palacios en Venecia como el palacio Giustinian Lolin , también proyectado por Longhena, ca' Balbi y el palacio Papadopoli .
En el interior hay frescos del siglo XIX en la planta noble y un oratorio privado con decoraciones pintadas al temple.